# Henri Sallenave
Pour les articles homonymes, voir Sallenave.
Henri Sallenave, né à Pau (Basses-Pyrénées) le 31 janvier 1881 et mort dans la même commune le 8 septembre 1953, est le premier à introduire le ski dans les Pyrénées en 1903. 66e breveté d'aviation en France, il fut le premier directeur d'une école d'aviation.
Henri Sallenave était le frère de Louis Sallenave, homme politique français, maire de Pau de 1947 à 1971.
Il était l'oncle de Pierre Sallenave, homme politique français, député puis sénateur des Basses-Pyrénées.

## Une jeunesse sportive
Henri Sallenave fait ses études au lycée de Pau, et participe activement aux premiers lendits scolaires en tant que capitaine des "Coquelicots", association sportive du Lycée. Sallenave mène les « Coquelicots » aux lendits de Bayonne (1895), de Bordeaux (1897), de Périgueux (1898). La revue des lendits scolaires d'octobre 1899 relate que « les élèves de la cour des grands réunis en assemblée générale ont élu à l'unanimité comme chef d'équipe et capitaine Henri Sallenave ». C'est la création des Coquelicots du lycée de Pau, dont le jeune capitaine du jeu de la barrette (ancien nom du rugby) conduit l'équipe de victoire en victoire, aux côtés de Hélier Thil et Jacques Dufourcq.
En 1900, après plusieurs années de pratique, il participe à Paris aux championnats de France d'athlétisme scolaire et remporte une médaille d'or, une médaille d'argent et deux médailles de bronze dans différentes disciplines.
Il est l'un des fondateurs, le 13 juillet 1899  du Stade palois, qui survécu sous le nom de Section paloise. Durant une saison, il en est le capitaine et mène son équipe en 3e série.
Par la suite, entrainé par son camarade Trélut, de Tarbes, il joue au Stadoceste tarbais puis au Stade toulousain.
Sallenave est également responsable de l'introduction du ski dans les Pyrénées, en 1903.

## Le premier à skier dans les Pyrénées
Attiré par la montagne dès le début du siècle, il conservera cette passion toute sa vie, pratiquant le ski, l'escalade et la chasse en montagne. Le 3 novembre 1903, ayant fait venir de la manufacture d'armes de Saint-Étienne une paire de skis, il exécute ses premières glissades sur les pentes du Benou en vallée d'Ossau. Le dimanche suivant, il fait seul l'ascension du pic de Ger des Eaux-Bonnes dans la même vallée. Il est le premier à pratiquer le ski dans les Pyrénées . Il est l'organisateur, en 1908, du concours international de ski de Pau-Eaux Bonnes patronné par la section de Pau du Club Alpin.
Le 24 juillet 1904, participant à la course du Vignemale au départ de Cauterets, il réussit l'exploit de faire l'aller-retour en 8 heures et 16 minutes. Premier des concurrents amateurs, il en réalise en un temps record une course qui se fait généralement en deux jours. Gravissant les sommets des Pyrénées les uns après les autres, il ouvre de nouvelles voies d'escalade dans les massifs de l'Ossau et du Balaïtous.

## Un des pionniers de l'aviation
La pratique de la montagne lui fait rencontrer un autre pyrénéiste, l'aéronaute Paul Tissandier, qui l'initie à une nouvelle discipline sportive, le ballon libre. Breveté, il pilote en France et à l'étranger le ballon sphérique Béarn. En 1908, comme secrétaire général du comité d'aviation de Pau, il joue un rôle prépondérant pour décider les Frères Wright à venir à Pau pour accomplir la formation des élèves pilotes. Secrétaire général de l'aéro-club du Béarn à sa création en 1908, puis vice-président, il en assure la présidence après le décès de Tissandier en 1945.
Durant l'été 1909, comme secrétaire général du comité d'aviation, il est chargé de la construction des installations de la première école d'aviation au monde, l'école Blériot, sur les terrains de la commune de Caubios loués par la ville de Pau. Fin novembre, après son inauguration, Louis Blériot confie à Henri Sallenave la direction de l'école, ce qui est effectif au 1er novembre 1910. Cinq mois plus tard, ayant obtenu le brevet, il assume ainsi la responsabilité de chef pilote.
Il travaille pour Blériot Aéronautique  jusqu'en 1913, interrompant ainsi son activité professionnelle consacrée au négoce de droguerie dans l'entreprise familiale. Réquisitionné sur place pendant la Grande Guerre à l'école d'aviation militaire, il participe ensuite un temps à une société de construction d'aéroglisseurs, puis reprend sa place dans l'entreprise familiale.
Henri Sallenave meurt à Pau le 8 septembre 1953, dans sa 72e année.